# كنيت ماليتولي
كنيت ماليتولي (بالإنجليزية: Kenneth Malitoli)‏ ولد بلوساكا في 20 أوت 1966، لاعب كرة قدم زامبي لعب في خطة مهاجم، انتمى فيما بين عامي 1987 و1992 إلى صفوف نادي الشياطين الحمر بنكانا بزامبيا، ثم انتقل للعب ضمن نادي الترجي الرياضي التونسي إلى عام 1996، وقد فاز معه على عدة ألقاب محلية وإقليمية، وعاد بعد ذلك إلى فريقه الأول إلى عام 2000. وقد شارك ضمن منتخب بلاده في تصفيات كأس الأمم الأفريقية في أعوام 1994 و1996 و1998.

## ألقاب
فاز ماليتولي مع الترجي الرياضي التونسي على لقب أحسن هداف لعامي 1992-1993 ب18 هدفا و1993-1994 ب14 هدفا، كما فاز بالألقاب التالية:
- 1993: بطولة تونس
- 1993: دوري أبطال العرب
- 1994: بطولة تونس
- 1994: بطولة أفريقيا
- 1995: الكأس الأفريقية الممتازة
- 1995: الكأس الأفرو آسيوية
- 1996: الكأس العربية الممتازة

## روابط خارجية
- كنيت ماليتولي على موقع قاعدة بيانات كرة القدم.إي يو (الإنجليزية)
- كنيت ماليتولي على موقع ناشيونال فوتبول تيمز (الإنجليزية)